# Воббегонгоподібні
Воббегонгоподібні (Orectolobiformes) — ряд акул. У всіх воббегонгоподібних є два безшипових задніх плавця, бризкальця і п'ять зябрових щілин, з яких від двох до чотирьох розташовані за початком грудного плавника. Очі розташовані у багатьох видів відносно високо.

## Систематика
До воббегонгоподібних належать 32 сучасні види в 14 родах, 7 родин і 2 підряди:
- Воббегонгоподібні (Orectolobiformes)
  - Parascyllioidei
    - Комірцеві акули (Parascyllidae)

  - Orectoloboidei
    - Шорні акули (Brachaeluridae)
    - Килимові акули (Orectolobidae)
    - Азійські котячі акули (Hemiscyllidae)
    - Зеброві акули (Stegostomatidae)
    - Акули-няньки (Ginglymostomatidae)
    - Китові акули (Rhincodontidae)

Викопні
- родина Crossorhinidae
- родина Megachasmidae
- рід Galagadon